# ЕСБ Вильнёв-д’Аск
«ЕСБ Вильнёв-д’Аск» («ЕСБВА») — женский баскетбольный клуб из одноименного города Вильнёв-д’Аск, который находится во Франции. Является одним из сильнейших клубов Франции последних двух десятилетий.

## О клубе
Основан в 1987 году. Участник чемпионат Франции по баскетболу среди женщин с 2000.

## Титулы
- Серебряный призёр Кубка Франции: 2003, 2008, 2014
- Финалист Кубка Европы: 2016
- Финалист Евролиги: 2024